# Arabesque (cançó)
«Arabesque» és una cançó de la banda britànica Coldplay pertanyent a l'àlbum Everyday Life, dins la primera cara anomenada Sunrise. Es va llançar el 24 d'octubre de 2019 juntament amb «Orphans», que prové de l'altra meitat de l'àlbum. Hi col·laboren el cantant belga Stromae i el nigerià Femi Kuti amb la seva banda. En la composició de la cançó hi van participar tots els membres de Coldplay, Drew Goddard de Karnivool, Femi Kuti i Stromae, mentre que de la producció se’n va encarregar "The Dream Team".
Fou la segona cançó de la seva discografia que introduïa paraulotes en les seves lletres, la primera fou una remescla de «Lost!» amb Jay-Z.
La cançó va rebre crítiques positives per part dels mitjans musicals perquè Coldplay s'introduïa en territoris menys familiars, la introducció del francès en les veus i el saxòfon transporten a una peça de jazz modern. Es va destacar com una de les cançons més interessants que publicava la banda en un quants anys.

## Llista de cançons
| Núm. | Títol       | Durada |
| ---- | ----------- | ------ |
| 1.   | «Orphans»   | 3:17   |
| 2.   | «Arabesque» | 5:40   |